# Чакра (Колорадо)
Чакра (англ. Chacra) — переписна місцевість (CDP) в США, в окрузі Гарфілд штату Колорадо. Населення — 331 особа (2020).

## Географія
Чакра розташована за координатами 39°34′42″ пн. ш. 107°27′18″ зх. д. / 39.57833° пн. ш. 107.45500° зх. д. (39.578397, -107.454907).  За даними Бюро перепису населення США в 2010 році переписна місцевість мала площу 2,55 км², з яких 2,45 км² — суходіл та 0,10 км² — водойми.

## Демографія
Згідно з переписом 2010 року, у переписній місцевості мешкало 329 осіб у 117 домогосподарствах у складі 96 родин. Густота населення становила 129 осіб/км².  Було 122 помешкання (48/км²).
Расовий склад населення:
| - 93,3 % — білих - 0,9 % — корінних американців - 0,9 % — чорних або афроамериканців - 0,3 % — азіатів - 4,0 % — осіб інших рас |

До двох чи більше рас належало 0,6 %. Частка іспаномовних становила 11,2 % від усіх жителів.
За віковим діапазоном населення розподілялося таким чином: 26,1 % — особи молодші 18 років, 63,6 % — особи у віці 18—64 років, 10,3 % — особи у віці 65 років та старші. Медіана віку мешканця становила 43,9 року. На 100 осіб жіночої статі у переписній місцевості припадало 83,8 чоловіків;  на 100 жінок у віці від 18 років та старших — 88,4 чоловіків також старших 18 років.
Середній дохід на одне домашнє господарство  становив 100 309 доларів США (медіана — 67 292), а середній дохід на одну сім'ю — 112 704 долари (медіана — 81 131). 
Цивільне працевлаштоване населення становило 257 осіб. Основні галузі зайнятості: мистецтво, розваги та відпочинок — 33,9 %, будівництво — 32,7 %, освіта, охорона здоров'я та соціальна допомога — 10,9 %, інформація — 7,0 %.